# Dakaria coarctata
Dakaria coarctata är en mossdjursart som beskrevs av Androsova 1958. Dakaria coarctata ingår i släktet Dakaria och familjen Watersiporidae. Inga underarter finns listade i Catalogue of Life.